# هوبوكين (نيوجيرسي)
هوبوكين (بالإنجليزية: Hoboken، بلغة أونامي: Hupokàn) هي مدينة في مقاطعة هدسون في ولاية نيو جيرسي الأمريكية. بلغ عدد سكان المدينة 50,005 حسب من تعداد عام 2010 بعد أن نمت بواقع 11,428 نسمة (+29.6%) من 38,577 نسمة حسب تعداد عام 2000، والذي زاد بدوره بواقع 5,180 نسمة (+15.5%) من 33,397 نسمة في تعداد سنة 1990. هوبوكين هو جزء من منطقة نيويورك الحضرية وهي موقع محطة هوبوكين التي هي محور نقل رئيسي في المنطقة.
تم استيطان هوبوكين في البدايية كجزء من مستعمرة بافونيا في مستعمرة هولندا الجديدة في القرن السابع عشر. وتم تطويرها خلال أوائل القرن التاسع عشر من قبل العقيد جون ستيفنز كمنتجع ثم حي سكني. أصبحت بلدية في عام 1849 ثم أدرجت كمدينة في عام 1855. هوبوكين هي موقع أول لعبة البيسبول مسجلة (رغم أن هذا متنازع عليه) وهي موطن معهد ستيفنز للتكنولوجيا، أحد أقدم الجامعات التكنولوجية في الولايات المتحدة.
تقع المدينة على واجهة هدسون البحرية، وكانت جزءا لا يتجزأ من ميناء نيويورك ونيو جيرسي وموطن الصناعات الرئيسية لأغلب فترات القرن العشرين. ومن وهي مشهورة أيضا بكونها مسقط رأس مسقط المغني الأمريكي فرانك سيناترا، أحد أشهر الموسيقيين في القرن العشرين، وهناك حدائق وشوارع في المدينة سميت عليه. تغير طابع المدينة من مركز الطبقة العاملة إلى إحدى المراكز التجارية والوحدات السكنية الراقية.
في 29 أكتوبر 2012, تعرضت هوبوكين للدمار بفعل العواصف والرياح الشديدة التي رافقت إعصار ساندي، وأغرقت نحو 1,700 منزل مما تسبب بخسائر وأضرار قدرها 100 مليون دولار بعد العاصفة «جعلت هوبوكين مثل حوض الاستحمام». وفي يونيو 2014 قامت وزارة الإسكان والتنمية العمرانية الأمريكية بتخصيص 230 مليون دولار إلى هوبوكين كجزء من مبادرتها لإعادة تصميم المدينة، حيث أضافت السدود والحدائق والأسقف الخضراء والأحواض المائية وغيرها من البنى التحتية لمساعدة المدينة المنخفضة لتحمي نفسها من الفيضانات والعواصف التي تحدث مرة كل 500 سنة.

## معرض صور

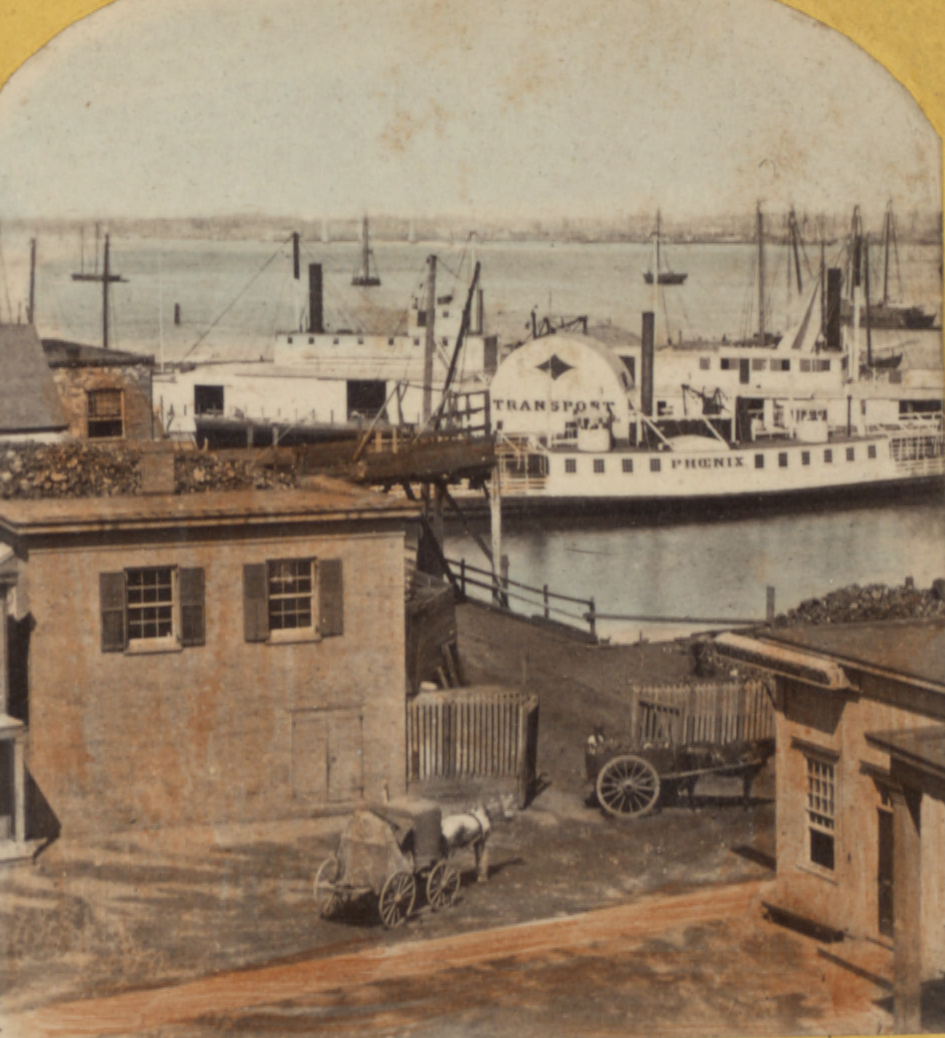
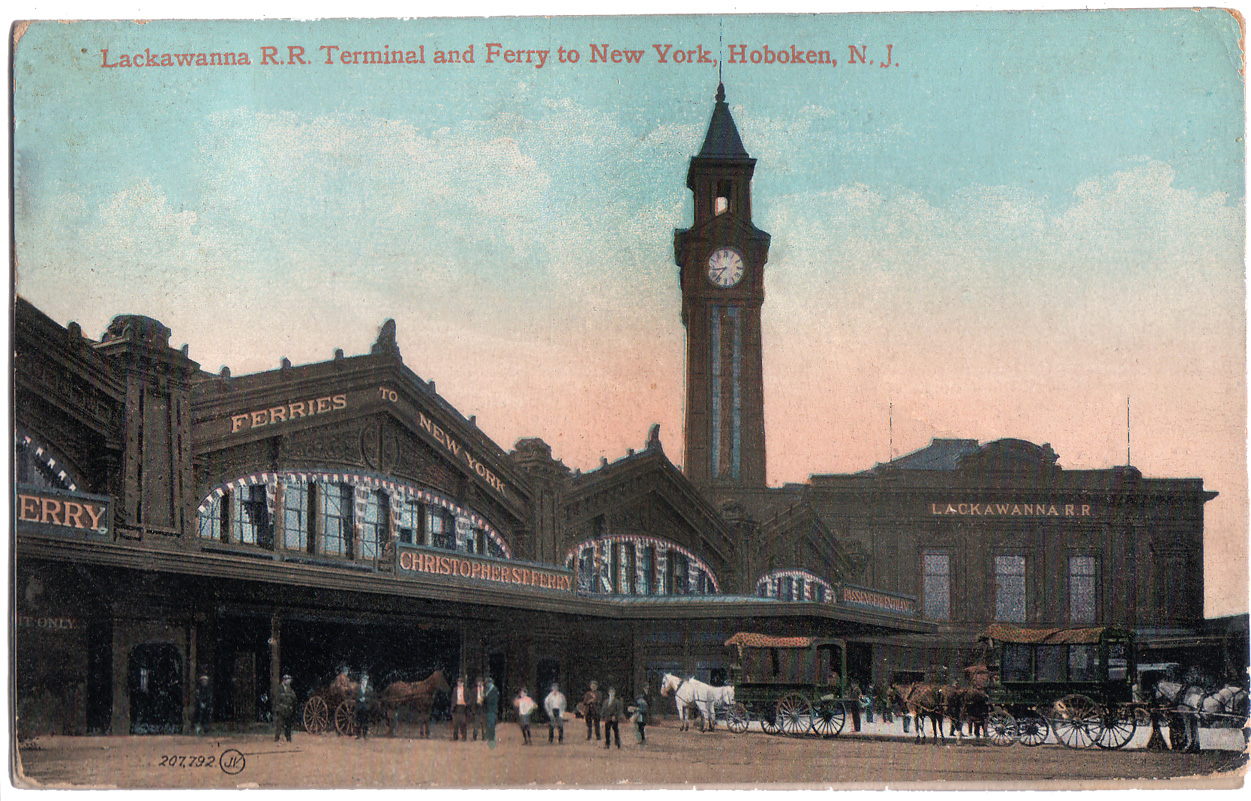